# Triarquía de Negroponte
La Triarquía de Negroponte fue un estado cruzado establecido en la isla de Eubea (en italiano: Negroponte) después de la partición del Imperio bizantino por la Cuarta Cruzada. El tratado de 1204, que proyectó la división del Imperio bizantino entre Venecia y los cruzados, asignó la isla de Eubea a los venecianos, pero lo abandonaron a los conquistadores francos. Fue conquistada por Bonifacio de Montferrato y dado en feudo a Jacques II d'Avesnes. Sin embargo, con la prematura muerte de este último, Bonifacio dividió el territorio en tres baronías. Estos fueron gobernados por Ravano dalle Carceri, Peccoraro de' Peccorari (ambos de Verona) y Giberto dalle Carceri (de Mantua), que habían participado en la captura de la isla y fueron conocidos en adelante como los «Terzieri» [triarcas] de Eubea. Ravano dalle Carceri unificó las tres unidades después del regreso de Peccoraro a Italia y a la muerte de Giberto en 1209. Estuvo de acuerdo en 1209 para convertirse en vasallo de Venecia, que nombró a un bailío para gobernar las colonias venecianas en la isla. Después que Ravano murió en 1216, el bailío veneciano aumentó su autoridad sobre la isla dividiéndola entre los seis pretendientes rivales, conocidos desde entonces como los «exarcas», a condición de que a la muerte de cualquiera de los seis sus derechos serían atribuidos a los gobernantes restantes en lugar de transferirlos a sus herederos. En 1236, el emperador Balduino II transfirió la soberanía de Eubea a Godofredo II, príncipe de Acaya, aunque Venecia continuó ejerciendo prácticamente el control.
A la muerte de Marino dalle Carceri en 1246, Guillermo II, príncipe de Acaya atacó Eubea, marcando el inicio de una larga guerra civil entre los distintos gobernantes de la isla. Los catalanes conquistaron la isla de Eubea en 1317, pero, bajo los términos de un acuerdo tripartito entre Venecia, Sicilia y los catalanes en 1319, el gobierno de los triarcas (los exarcas se habían reducido una vez más a tres por el proceso de la herencia descrita anteriormente) fue mantenido a pesar de que Venecia extendió su influencia en la isla. El último de los triarcas, Niccolò III dalle Carceri que murió en 1383 y Giorgio II Ghisi, legaron sus posesiones a la República de Venecia. En lugar de tomar el control directo, los venecianos arrendaron la isla a tres hermanos de la familia Giustiniani con un alquiler muy bajo, pero teniendo en cuenta la necesidad de evitar el costo de mantener y respetar las sensibilidades de la nobleza local. Los señoríos en la isla de Eubea fueron tres de los doce grandes feudos del Principado de Acaya, establecidos fuera del Peloponeso, nombrados en una carta fechada en 1301. En 1470 la isla fue finalmente conquistada por el Imperio otomano.

## Establecimiento
Según la división del territorio bizantino (el Partitio terrarum imperii Romaniae), Eubea fue concedida a Bonifacio de Montferrato, rey de Tesalónica. Bonifacio a su vez cedió la isla como feudo al noble flamenco Jacques II d'Avesnes, que fortificó Calcis. Sin embargo, después de su muerte a mediados de 1205, la isla fue cedida a tres barones de Verona: Ravano dalle Carceri, Gilberto dalle Carceri y Pecoraro da Mercanuovo. Ellos dividieron la isla en tres triarquías (terzieri, "terceros"): el norte, con base en Óreo (en italiano: terzero del Río), el sur, gobernado desde Caristo (en italiano: terzero di Caristo), y la parte central, gobernado desde Calcis (en italiano: terzero della Clissura). La ciudad de Calcis o Negroponte (città de 'Lombardi, "la ciudad de los lombardos"), sin embargo no estaba bajo el control de éste, pero sirvió como capital global de la isla y la residencia común de los gobernantes lombardos y de sus familias. Para 1209, sin embargo, Ravano se había establecido como el único señor de Eubea, llamándose así mismo asdominus insulae Nigropontis.
Habiéndose aliado en una fracasada rebelión lombarda contra el emperador latino, Enrique de Flandes, Ravano estaba ansioso por encontrar un poderoso protector. Así, en marzo de 1209, firmó una alianza con Venecia, donde reconocía la soberanía veneciana y entregó a los venecianos privilegios comerciales significativos. En mayo, sin embargo, en un acto de equilibrio político, Ravano también reconoció su vasallaje al Imperio latino.

## Disputas de sucesión

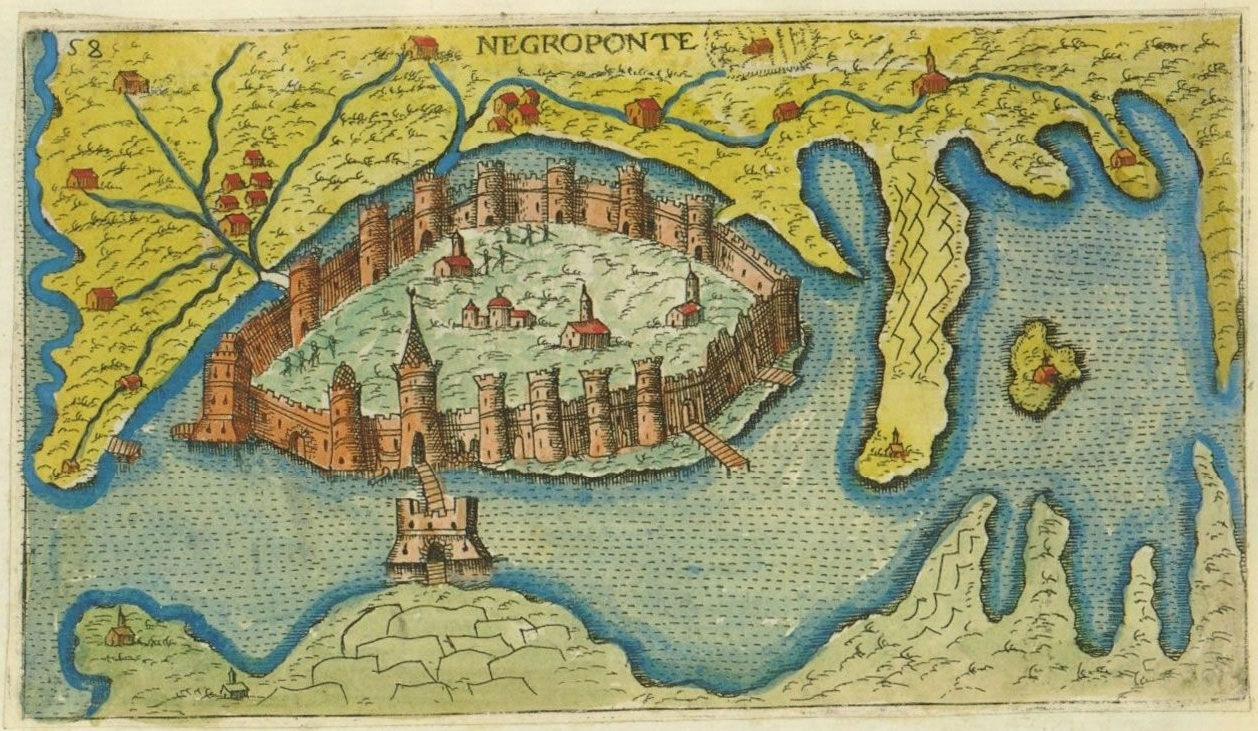
Descripción de la ciudad de Negroponte (Calcis) por el cartógrafo Giacomo Franco (1597)

Sin embargo, después de la muerte de Ravano en 1216, sus herederos no estuvieron de acuerdo sobre la sucesión, lo que permitió al bailío veneciano intervenir como mediador. Él dividió las tres baronías en dos, creando así seis Exarcados (sestieri). La triarquía norte de Oreos se dividió entre los sobrinos de Ravano, Marino I y Rizzardo; la triarquía sur de Caristo se dividió entre su viuda, Isabel, y su hija, Berta; y la triarquía central se dividió entre los herederos de Gilberto, Guillermo I y Alberto. Las disposiciones también se hicieron de que en caso de que alguien de entre los sestieri muriera, su heredero sería otro sestiere de la respectiva triarquía, y no de sus hijos. De hecho, la mayoría de los sestieri fueron sucedidos por sus hermanos, hijos o sobrinos, manteniendo las baronías dentro del estrecho círculo de las familias de origen lombardos.
En 1255 sin embargo, la muerte de Carintana dalle Carceri, exarca de Oreos y esposa de Guillermo II de Villehardouin, señor nominal de Negroponte, dio lugar a la llamada "Guerra de Sucesión eubeota", que involucró a Acaya y Venecia. Guillermo reclamó para sí la herencia de su mujer, mientras que los barones lombardos no estaban dispuestos a concedérsela. El 14 de junio de 1256, Guillermo de Verona y Narzotto dalle Carceri, los otros dos triarcas, repudiaron su lealtad a Guillermo y se comprometieron con Venecia. Guillermo respondió mediante la captura de Calcis, que los venecianos volvieron a tomar a principios de 1258. La guerra terminó en la batalla de Karydi en mayo/junio de 1258, donde Guillermo derrotó al duque de Atenas, Guido I de la Roche, que se había aliado con los triarcas rebeldes. Finalmente, en agosto de 1259, el dux Reniero Zeno negoció una paz, seguido de un tratado en 1262, que reconoció la soberanía de Guillermo en la isla, pero no su posesión de la triarquía de Oreos.

## Interludio bizantino
Para entonces, sin embargo, el Imperio de Nicea se había establecido como la primera potencia en el área del antiguo Imperio bizantino, reconquistando varios territorios de los latinos. Sus éxitos culminaron en la reconquista de Constantinopla en 1261 y el restablecimiento del Imperio bizantino, cuyo enérgico gobernante, Miguel VIII Paleólogo, trató de reconquistar los principados latinos que quedan en el sur de Grecia. Con este fin, aceptó los servicios de Licario, un renegado italiano, que tenía su base cerca de Caristo. Bajo el mando de Licario, las tropas bizantinas pronto conquistaron la mayor parte de Eubea, a excepción de Calcis. Después de la partida de Licario en algún momento después 1280 sin embargo, con la ayuda veneciana, la isla volvió gradualmente al control de los latinos. Para 1296, Bonifacio de Verona había expulsado por completo a los bizantinos de Eubea.

## Historia posterior
En 1317 sin embargo, Caristo cayó ante el catalán Alfonso Fadrique, vicario general del Ducado de Atenas e hijo ilegítimo de Federico II de Sicilia. En 1319, se firmó un tratado de paz entre Venecia y Alfonso, el cual conservó Caristo, que los venecianos adquirieron en 1365, cuando los últimos triarcas, Nicolás III dalle Carceri y Jorge III Ghisi, murieron en 1383 y 1390 respectivamente, dejando su territorios a Venecia, que estableció así su predominio absoluto sobre la isla. Sin embargo, se mantuvo el sistema Triárquico, con las familias venecianas nombradas para los puestos de terzieri, mientras que el podestà veneciano residía en Calcis. El dominio de Venecia se prolongó hasta 1470, cuando, durante la Guerra otomano-veneciana de 1463 a 1479, el sultán Mehmed II hizo campaña contra Calcis. Con la caída de la ciudad el 12 de julio, toda la isla quedó bajo el control otomano. La caída de la ciudad es el tema de la ópera de Gioachino Rossini Maometto secondo.

## Gobernantes de Negroponte
Nota: La secuencia de los gobernantes durante el siglo XIII, así como las relaciones familiares entre ellos, no son muy claras, ya que la información sobre la historia interna de Eubea es escasa o inexistente, especialmente para el período de 1216-1255. De acuerdo con las reglas de sucesión establecido en la división de la isla en tercios y sextos en 1216, a la muerte de un exarca, este era sucedido en su dominio por su compañero exarca dentro de su tercio, y no por los antiguos herederos. El siguiente esquema para el siglo XIII se basa en la reconstrucción de John B. Bury.
- Jacques II d'Avesnes (1204–1205)

### Triarcas de Calcis
- Giberto de Verona (1205-1208)
- Ravano dalle Carceri (1209-1216)
- Felicia dalle Carceri (1216-1262)
- Grapella dalle Carceri (1262-1264)
- Gaetano dalle Carceri (1279-1296) y Grapozzo dalle Carceri (1279-1315?)
- María I dalle Carceri (1279-1323) y Alberto Pallavicini (?-1311), después con Andrea Cornaro (1312-1323)
- Beatrice Pallavicini (1315-1328) y Juan de Maisy (1315-1317)
- Ocupación catalana (1317-1319)
- Pietro dalle Carceri (1319-1340)
- Giovanni dalle Carceri (1340-1359)
- Niccolò III dalle Carceri (1359-1383)
- Dominio veneciano:
  - María II Sanudo (1383-?) y Gaspare Sommarippa (1383-?)
  - Crusino I Sommarippa  (1430-1462)
  - Domenico Sommarippa (1462-1466)
  - Giovanni Sommarippa (1466-1468)
  - Crusino II Sommarippa (1468-1470)

### Triarcas de Caristo
- Ravano dalle Carceri (1204-1216)
- Isabella dalle Carceri (1216-1220) y Berta dalle Carceri (1216-1240)
- Guido dalle Carceri (1240-1250)
- Felicia dalle Carceri (1250-1276) y Otón de Cicon (1250-1276)
- Reconquista bizantina (1276-1296)
- Inés de Cicon (1296-1317) y Bonifacio de Verona (1296-1317)
- Ocupación catalana:
  - Marulla de Verona (1317-1338) y Alfonso Fadrique (1317-1338)
  - Bonifacio Fadrique (1338-1365)
- Dominio veneciano:
  - Niccolò II Zorzi (1410-1436)
  - Niccolò III Zorzi (1436-1440)
  - Jacopo Zorzi (1440-1447)
  - Antonio I Zorzi (1447-1470)

### Triarcas de Óreo
- Percoraro de’ Percorari da Mercannuovo (1205-1209)
- Ravano dalle Carceri (1209-1216)
- Marino I dalle Carceri (1216-1255) y Rizzardo dalle Carceri (1216-1220)
- Carintana dalle Carceri (1220-1255)
- Guglielmo I da Verona (1255-1268) y Narzotto dalle Carceri (1255-1264)
- Marino II dalle Carceri (1264-1278)
- Guglielmo II da Verona (1268-1275)
- Giberto II de Verona (1275-1278)
- Alicia dalle Carceri (1278-1296) y Giorgio I Ghisi (1279-1315)
- Bartolomeo II Ghisi (1315-1341)
- Giorgio II Ghisi (1341-1352)
- Dominio veneciano:
  - Bartolomeo III Ghisi (1358-1384)
  - Giorgio III Ghisi (1384-1390)
  - Familia Giustiniani (1390-1470)